# Hotter Than Hell
Hotter Than Hell är hårdrocksbandet KISS andra studioalbum, utgivet den 22 oktober 1974, endast åtta månader efter debutalbumet, KISS.
Gene Simmons, Paul Stanley, Ace Frehley och Peter Criss bjuder i och med detta musikalbum på en mera opolerad musikupplevelse än med sitt första album. På det här albumet finns en av de första Kiss-balladerna, "Goin' Blind". Soundet är här råare och saknar föregångarens tillrättalagda produktion. Peter Criss sjunger på "Mainline" och "Strange Ways".

## Låtförteckning
| 1. | Got to Choose            | Stanley      | 3:54 |
| 2. | Parasite                 | Gene Simmons | 3:01 |
| 3. | Goin' Blind              | Simmons      | 3:36 |
| 4. | Hotter Than Hell         | Stanley      | 3:31 |
| 5. | Let Me Go, Rock 'n' Roll | Simmons      | 2:14 |

| 6.  | All the Way  | Simmons     | 3:18 |
| 7.  | Watchin' You | Simmons     | 3:43 |
| 8.  | Mainline     | Peter Criss | 3:50 |
| 9.  | Comin' Home  | Stanley     | 2:37 |
| 10. | Strange Ways | Criss       | 3:18 |

## Medverkande
- Gene Simmons – elbas/sång
- Paul Stanley – kompgitarr/sång
- Ace Frehley – sologitarr
- Peter Criss – trummor/sång